# 하동 쌍계사 금강문
하동 쌍계사 금강문(河東 雙磎寺 金剛門)은 경상남도 하동군 화개면 운수리, 쌍계사에 있는 조선시대의 금강문이다. 
1974년 12월 28일 경상남도의 유형문화재 제127호 쌍계사 금강문으로 지정되었다가, 2018년 12월 20일 현재의 명칭으로 변경되었다.

## 개요
쌍계사는 지리산 남쪽 기슭에 있는 절로 통일신라 성덕왕 23년(723)에 삼법이 지었으며, 문성왕 2년(840)에 진감국사가 다시 지었다. 원래 이름은 옥천사였으나 정강왕(재위 886∼887) 때 쌍계사로 이름을 바꾸었다. 임진왜란 때 불타 없어진 것을 벽암이 조선 인조 10년(1632)에 다시 지어 오늘에 이르고 있다.
금강문은 일주문 다음에 통과하는 문으로 천왕문과 함께 절에 들어오는 공간으로 불법을 수호하고, 속세의 더러움을 씻어내는 의미있는 장소이다. 이곳에서는 금강역사를 모시고 있는데 금강역사는 불교를 수호하고 악을 벌하는 천신으로 문의 왼쪽에는 부처님을 늘 모시는 ‘밀적금강’이 있고 오른쪽에는 ‘나라연금강’이 있다. 쌍계사 금강문은 신라 문성왕 2년에 진감국사가 지었고, 인조 19년(1641)에 벽암선사가 다시 지었으며, 현재의 건물은 1979년에 수리한 것이다.
건축양식은 앞면 3칸·옆면 2칸으로 1층이다. 지붕은 옆면이 사람 인(人)자 모양인 단순한 맞배지붕이다. 가운데 칸은 개방하여 통로로 사용하고, 양 끝 칸은 벽으로 막아서 금강역사를 모시고 있다. 문 앞에는 벽암스님이 쓴 ‘금강문’이란 현판이 있다.
쌍계사 금강문은 전체적으로 부재 크기가 다소 작아서 가냘프고, 약한 느낌을 주는 건물이다.

## 현지 안내문
금강문은 일주문을 지나 절 안으로 들어갈 때 두 번째로 통과하는 문이다. 여기는 천왕문과 함께 사찰에 들어갈 때 불법을 수호하고 속세의 더러움을 씻어낸다는 의미를 갖는 장소이다. 이곳에는 불법을 수호하고 악을 물리치는 금강역사가 모셔져 있다. 이 건물은 840년(신라 문성왕 2)에 진감선사가 창건하였으며, 1641년(인조 19)에 벽암 스님에 의해, 그리고 1979년에 고산 스님에 의해 각각 중수되었다.
건물은 정면 3칸 측면 2칸의 맞배지붕으로, 기둥의 장식들을 간략하게 처리하였다. 건물의 기둥이 높은데 비해, 겹처마로 이루어진 처마는 그 내밀기가 짧아 균형미를 잃고 있다. 지붕의 양 측면에는 비바람으로부터 건물을 보호하기 위해 풍판을 달았다. 3칸의 중앙을 통로로 개방하였으며, 좌우 측면의 바닥에는 지면에서 약 45cm가량 높여서 마루를 깔았다. 좌측에는 언제나 부처님에게 바짝 붙어, 그를 보호하면서 비밀스런 내용을 들으려 하였다는 밀적금강을 모시고 있고, 우측에는 엄청난 힘을 갖고 있는 신을 뜻하는 나라연금강을 모시고 있다. 이곳 금강문처럼 금강역사를 모시고 있는 금강문은 흔치 않아 문화재로서의 가치가 높다. 현판은 벽암스님의 글씨이다.

## 참고 자료
- 하동 쌍계사 금강문 - 국가유산청 국가유산포털